# Erigeron reductus
Erigeron reductus är en tvåhjärtbladig växtart som först beskrevs av Cronquist, och fick sitt nu gällande namn av Guy L. Nesom. Erigeron reductus ingår i släktet binkor och familjen korgblommiga. Inga underarter finns listade i Catalogue of Life.